# 孝穆成皇后
孝穆成皇后（こうぼくせいこうごう、満洲語: ᡥᡳᠶᠣᠣᡧᡠᠩᡤᠠ
ᠴᡳᠪᠰᡠᠩᡤᠣ
ᡧᠠᠩᡤᠠᠨ
ᡥᡡᠸᠠᠩᡥᡝᠣ　転写：hiyoošungga cibsunggo šanggan hūwangheo、1781年 - 1808年2月17日）は、清の道光帝の最初の正室（即位前に没した）。満洲鑲黄旗の出身。姓はニオフル（鈕祜禄）氏（Niohuru hala）。

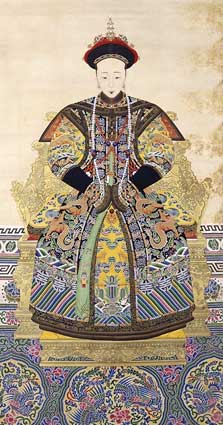
孝穆成皇后

## 経歴
エビルンの五世の孫娘で、尚書のブヤン・ダライ（布顔達賚）の娘である。嘉慶元年（1796年）、綿寧（後の道光帝）にとつぎ、嫡福晋（正室）となった。嘉慶13年正月21日（1808年2月17日）、薨去した。
嘉慶25年（1820年）、道光帝が即位すると、皇后の位を追贈され、「孝穆」と諡された。
旧陵墓は施工の際の孝穆成皇后の親類の汚職がもとで「龍須溝」を設けず、結果的に棺を飲み込むひどい浸水があったので、これを悟った道光帝によって宝華峪に改葬された。奇しきことに道光帝の夢枕に立って浸水を告げたという伝説がある。
後、夫の諡を重ねて「孝穆温厚荘粛端誠恪恵寛欽孚天裕聖成皇后」と加諡された。

## 伝記資料
- 『清史稿』
- 『清皇室四譜』